# خمان أزرق
الخَمَان الأزرق نوع نباتي ينتمي إلى جنس الخَمَان من الفصيلة المسكية.
موطنه منطقة جبال روكي في غرب الولايات المتحدة وفي ولاية باخا كاليفورنيا ومناطق أخرى شمال المكسيك.